# Vallis Baade
Das Vallis Baade ist ein Mondtal am westlichen Rand der Mondvorderseite, das über eine Strecke von über 200 Kilometern, ausgehend vom kleinen Krater Bouvard D, nordöstlich des Kraters Baade (Mondkrater) in südwestlicher Richtung verläuft und beim Krater Inghirami K endet.
Das Tal verläuft wie das Vallis Bouvard, als dessen Fortsetzung man es sehen kann, oder das ungefähr parallel verlaufende Vallis Inghirami radial weg vom großen Einschlagbecken des Mare Orientale.
Der Name nach dem Krater Baade, der wiederum nach dem deutschen Astronomen Walter Baade benannt ist, wurde 1964 von der IAU vergeben.